# Naeba

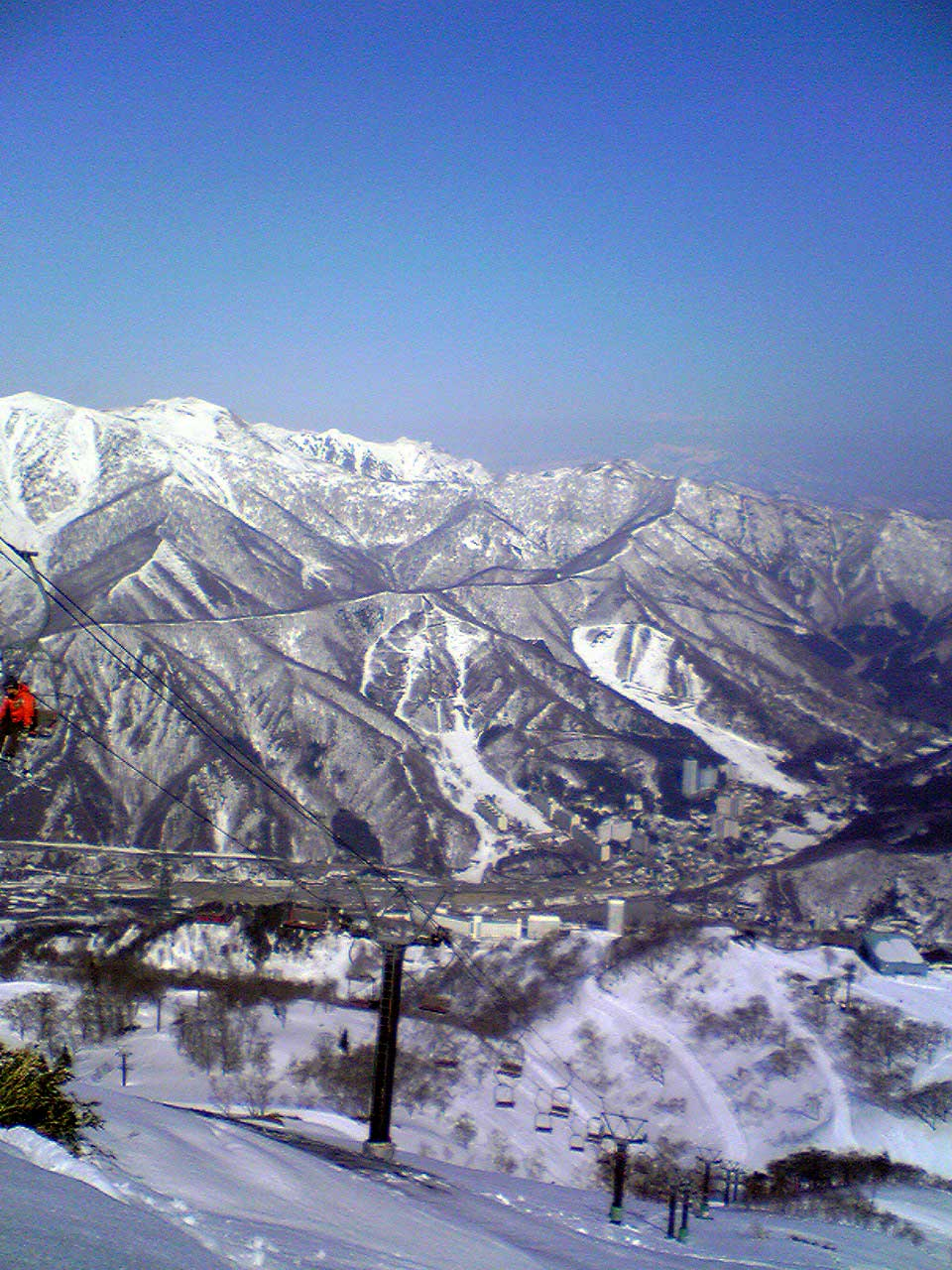
Impianti di risalita del comprensorio di Naeba; sullo sfondo, la vetta del monte Takenoko

Naeba è un comprensorio sciistico giapponese che si estende sul monte Takenoko, nella provincia di Echigo. Attrezzato con 35 impianti di risalita, si estende per un dislivello di 889 m e in passato ha ospitato anche gare della Coppa del Mondo di sci alpino. Durante l'estate è sede del Fuji Rock Festival.